# Who Dies in Siberian Slush
Who Dies In Siberian Slush (WDISS) — российская фьюнерал-дум-метал группа, основанная в Москве в 2003 году. Группа известна своими атмосферными и меланхоличными композициями, в которых сочетаются тяжёлые гитарные рифы, глубокий гроул и необычные инструменты, такие как тромбон.

## История
Evander "E.S." Sinque основал Who Dies in Siberian Slush в 2003 году как сольный проект. После выпуска двух демо-записей вокруг него сформировалась полноценная группа, что привело к расширению музыкального направления проекта. После записи демо в новом составе и создания видеоклипа на композицию Mobius Ring группа впервые выступила на втором Shadow Doom Festival. Несмотря на продолжающиеся изменения в составе, коллектив периодически давал концерты и записал свой первый альбом.
В ноябре 2010 года Who Dies in Siberian Slush подписали контракт с российским лейблом Solitude Productions для выпуска дебютного альбома Bitterness of the Years That Are Lost. После релиза последовали выступления на различных фестивалях, а также запись и выпуск сплит-альбома Four Fragments of Fading Life совместно с Ego Depths на лейбле Moscow Funeral League Records, основанном E.S.
В последующие годы состав группы продолжал меняться. С расширением коллектива происходила и эволюция музыкального стиля, однако E.S. подчёркивал, что именно он остаётся идейным лидером проекта. Также он активно занимался лейблом MFL Records, специализирующимся на экстремальной музыке.
Я по-прежнему отвечаю за концепцию, музыку, тексты и звук. В данный момент я чувствую потребность дополнить жёсткий, тяжёлый и заниженный дэт-дум духовыми инструментами.Evander "E.S." Sinque, ноябрь 2014 года, интервью Алексею Евдокимову
Группа выпустила несколько альбомов в сотрудничестве с Solitude Productions, Moscow Funeral League Records и Frozen Light Records, включая переиздание дебютного альбома, который стал первым российским дэт-дум и фьюнерал-дум альбомом, изданным на виниле. В 2014 году также вышел сплит-EP с My Shameful.
В условиях постоянных изменений E.S. решил разделить состав группы на две версии: одну для студийных записей, другую — для концертных выступлений. Он объяснял этот шаг различием интересов и обязательств участников. Такой подход позволил группе выступить на нидерландском фестивале Dutch Doom Days, а также провести другие международные концерты.

## Значение и критика
Группа считается одной из основателей российского funeral doom, а также одной из ключевых фигур жанра в России. Альбом Bitterness of the Years That Are Lost со временем стал культовым и оказал влияние на популярность российского funeral и death doom. В то время как первые релизы получали смешанные и негативные отзывы, последующие работы, а также перезапись дебютного альбома, получили положительные оценки.
Алекс Евдокимов в интервью Doom-Metal.com отметил, что сплит-EP The Symmetry of Grief, выпущенный в 2014 году совместно с My Shameful на MFL Records, стал кульминацией музыкального развития группы. В этом релизе впервые были использованы флейта и тромбон, что существенно повлияло на звучание коллектива. После выхода этого релиза отношение к группе в целом стало более положительным.

## Стиль
WDISS известны своим использованием тромбона в тяжёлой музыке, что делает их звучание уникальным в жанре дум-дэта. Лидер группы E.S. отмечает, что тромбон хорошо сочетается с экстремальным вокалом, особенно с шрайком, создавая глубокую и выразительную звуковую текстуру.
Вебзин Doom-Metal.com описывает музыку Who Dies in Siberian Slush как "funeral death doom с мелодичной и местами даже мягкой стороной". Аранжировки инструментов "сложны и элегантны", создавая контраст с "тревожным, пещерным гроулом".
С развитием состава стиль группы эволюционировал. Ранний material был характерен "тяжёлыми гитарными риффами и глубоким гроулингом", с минимальными вкраплениями клавишных, тогда как поздние альбомы представляют собой "тёмный funeral doom с ломаной гармонией". В составе группы использовались "испорченные гроулы, фортепиано, флейта и духовые", однако гитары продолжали играть центральную роль.

## Дискография
2004: Who Dies in Siberian Slush (демо, самиздат)
2007: Blood Pressure (демо, самиздат)
2009: Rehearsal (демо, самиздат)
2010: Bitterness of the Years That Are Lost (альбом, Solitude Productions)
2011: Four Fragments of Fading Life (сплит-EP с Ego Depths, MFL Records)
2012: We Have Been Dead Since Long Ago… (альбом, Solitude Productions)
2014: The Symmetry of Grief (сплит-EP с My Shameful, MFL Records)
2017: Bitterness of the Years That Are Lost (переиздание, MFL Records)
2018: Intimate Death Experience (альбом, Frozen Lights)
2023: Уроки смирения (альбом, Solitude Productions)